# Адская машина

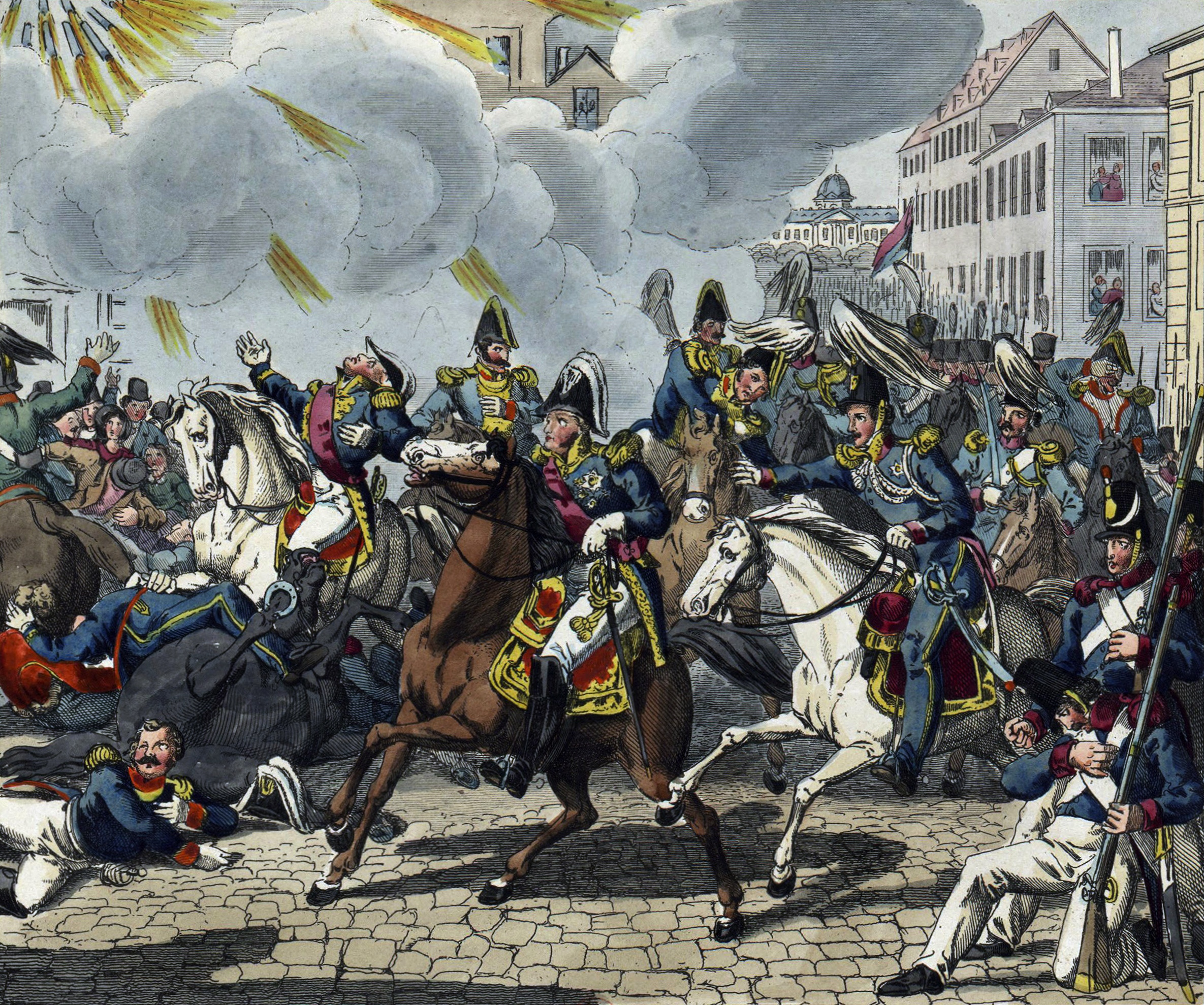
Адская машина Фиески заключала в себе 25 ружейных стволов.

«Адская машина» (фр. machine infernale) — снаряд, многоствольное орудие или заряд, предназначенное для уничтожения неожиданным образом людей или причинения разного рода разрушений — чаще всего с целью покушения на жизнь (жизни) людей, либо в качестве акта террора. Может быть оснащено часовым механизмом для взрыва в заранее назначенное время либо приводится в действие дистанционно. Идея была заимствована из военного и минного дела, где стали применяться новейшие взрывчатые вещества большой разрушительной силы, в особенности пироксилин и динамит. К орудиям официальной войны — таким как, например, торпеды или снаряды —выражение «адская машина» обычно не применяется.
Происхождение названия «адская машина» или «адское устройство» (фр. Machine Infernale) связано с одним из эпизодов восстания XVI века против испанского владычества во Фландрии. В 1585 году во время испанской осады Антверпена итальянский инженер, находящийся на испанской службе, изготовил взрывное устройство из бочки, обвязанной железными обручами, наполненной порохом, легковоспламеняющимися материалами и пулями, и выстрелил в неё из мушкетона, нажав спусковой крючок на расстоянии при помощи струны. Итальянский инженер назвал это устройство «La macchina infernale».

## Случаи применения
Термин «адская машина» вошёл в широкое употребление со времени покушения на жизнь Наполеона Бонапарта (Покушение на улице Сен-Никез) вечером 24 декабря 1800 года (3 нивоза IX года), который назвал так начинённую порохом большую винную бочку на повозке, приведённую к взрыву с помощью зажжённого фитиля, в то время, когда экипажи Наполеона и сопровождающих должны были проезжать мимо.
Адская машина Фиески, покушавшегося 28 июля 1835 года на жизнь французского короля Луи-Филиппа, заключала в себе 25 ружейных ствола.
Североамериканец Томас устроил адскую машину, начинённую динамитом, с целью взрыва в открытом море парохода с грузом, застрахованным дорого обманным образом. Его замысел не удался: машину взорвало на набережной раньше времени, причём сам Томас поплатился жизнью, — вместе с ним погибло, однако, много совершенно непричастных к делу лиц (Бремерхафен, 11 декабря 1875 года).

## Международная реакция
Единственным средством против подобного преступления могло быть только издание международных законов об изготовлении и продаже взрывчатых веществ. Германская империя сделала первый шаг в 1884 году изданием майского закона против «злоумышленного и опасного употребления взрывчатых веществ».